# Augusta Schmidtová
Friederike Wilhelmine Auguste Schmidt, česky také Friederika Wilhelmina Augusta Schmidtová (3. srpna 1833 Vratislav – 10. června 1902 Lipsko), byla německá učitelka a spisovatelka, která v roce 1865 spolu s Louise Otto-Petersovou založila Všeobecný německý ženský spolek. Zvláště se věnovala vzdělávání dívek a právům žen.

## Život
Augusta Schmidtová byla dcerou kapitána pruského dělostřelectva. Měla dvě sestry. Úspěšně vystudovala učitelský seminář v Poznani. V 17 letech (po složení závěrečných zkoušek) učila v Poznani a později na soukromé škole v Horním Slezsku. Poté získala práci jako jediná akademická učitelka na městské vyšší díčí škole (Magdalenenschule) ve Vratislavi. Ve věku 28 let Augusta Schmidtová úspěšně absolvovala ředitelskou zkoušku a stala se ředitelkou vyšší soukromé dívčí školy v Lipsku. Ředitelce Steyberova vzdělávacího institutu (Lipsko) se později její hodiny natolik zalíbily, že ji přijala jako učitelku literatury a estetiky. Jednou z jejích studentek byla Klára Zetkinová, která se později proslavila jako politička. Augustu Schmidtovou ve vzdělávací práci podporovaly její ovdovělé sestry, u kterých žila.
Od roku 1864 navštěvovala její dům každý pátek novinářka a spisovatelka Louise Ottová-Petersová. V roce 1865 Augusta Schmidtová, Louise Ottová-Petersová a Henrietta Goldschmidtová založily Lipský ženský vzdělávací spolek. Na první německé ženské konferenci v Lipsku v říjnu 1865 založil Augusta Schmidtová společně s Louise Ottovou-Petersovou a Marii Loeper-Houssellovoue (1837–1916) Všeobecný německý ženský spolek. Na zakládající schůzi ADF přednesla Augusta Schmidtová projev. Řekla, že problém žen spočívá především v nerozpoznání vlastní situace. V letech 1866 až 1902 redigovala spolu s Louise Otto-Petersovou (do roku 1895) časopis s názvem Neue Bahnen. V letech 1894 až 1899 působila jako předsedkyně Federace německých ženských spolků, zastřešující organizace občanského ženského hnutí, jehož byla také jednou ze zakladatelek.
Zapojení do ženského hnutí zanechalo Augustě Schmidtové jen málo času, aby prokázala svůj talent jako spisovatelka. Mezi její literární díla patří novely Tausendschön a Veilchen, obě vydané v roce 1868, a příběh Aus schwerer Zeit, který vyšel v roce 1895. Od roku 1895 byla výhradně odpovědná za časopis Neue Bahnen.
Z veřejného života odešla v roce 1900 ve věku 66 let. Zemřela v roce 1902. Pohřbena je na lipském hřbitově Johannisfriedhof. V roce 1995 byl ale její náhrobek přemístěn na starý Johannisfriedhof.